# Can-Am 1970
Can-Am 1970 var ett race som kördes över tio omgångar och vanns av McLarens Denny Hulme från Nya Zeeland. Hulme vann en serie som blev av med Bruce McLaren bara några dagar innan premiären, då Hulmes stallägare och vän kraschade sin McLaren på Goodwood Circuit.

## Delsegrare
| Datum        | Bana           | Vinnare      | Konstruktör       |
| ------------ | -------------- | ------------ | ----------------- |
| 14 juni      | Mosport Park   | Dan Gurney   | McLaren-Chevrolet |
| 28 juni      | Mont-Tremblant | Dan Gurney   | McLaren-Chevrolet |
| 12 juli      | Watkins Glen   | Denny Hulme  | McLaren-Chevrolet |
| 26 juli      | Edmonton       | Denny Hulme  | McLaren-Chevrolet |
| 23 augusti   | Mid-Ohio       | Denny Hulme  | McLaren-Chevrolet |
| 30 augusti   | Road America   | Peter Revson | McLaren-Chevrolet |
| 13 september | Road Atlanta   | Tony Dean    | Porsche           |
| 27 september | Donnybrooke    | Denny Hulme  | McLaren-Chevrolet |
| 18 oktober   | Laguna Seca    | Denny Hulme  | McLaren-Chevrolet |
| 1 november   | Riverside      | Denny Hulme  | McLaren-Chevrolet |

## Slutställning
| Plats | Förare                | Konstruktör                      | Poäng |
| ----- | --------------------- | -------------------------------- | ----- |
| 1     | Denny Hulme           | McLaren-Chevrolet                | 132   |
| 2     | Lothar Motschenbacher | McLaren-Chevrolet                | 65    |
| 3     | Peter Revson          | McLaren-Chevrolet                | 56    |
| 4     | Dave Causey           | Lola-Chevrolet                   | 47    |
| 5     | Jackie Oliver         | Autocoast-Chevrolet              | 45    |
| 6     | Tony Dean             | Porsche                          | 44    |
| 7     | Dan Gurney            | McLaren-Chevrolet                | 42    |
| 8     | Peter Revson          | Lola-Chevrolet                   | 39    |
| 9     | Bobby Brown           | McLaren-Chevrolet Lola-Chevrolet | 35    |
| 10    | Roger McKaig          | McLaren-Chevrolet                | 34    |
| 11    | Chris Amon            | March-Chevrolet                  | 28    |
| 12    | Gary Wilson           | Lola-Chevrolet                   | 27    |
| 13    | Pedro Rodríguez       | Porsche Ferrari BRM-Chevrolet    | 26    |
| 14    | Chuck Parsons         | Lola-Chevrolet                   | 19    |